# Marjorie Courtenay-Latimer
Marjorie Eileen Doris Courtenay-Latimer (24 de fevereiro de 1907 — 17 de maio de 2004) foi uma naturalista sul-africana que ficou conhecida pela descoberta do celacanto, em 1938, um peixe até então conhecido apenas por fósseis e que se pensava que tivesse sido extinto desde o Cretáceo, há 65 milhões anos.

## Biografia
Courtenay-Latimer nasceu em East London, na África do Sul, filha de um chefe de estação da South African Railways. Nasceu prematura, de sete meses e passou por uma infância de doenças, quase morrendo por causa de uma difteria. Apesar da fragilidade, já desde pequena Marjorie gostava da vida ao ar livre. Quando visitou a avó, no litoral, ficou fascinada pelo farol da Ilha Bird. Com 11 anos, expressou o desejo de se tornar uma especialista em pássaros.
Após a escola, ela foi treinada para ser enfermeira, em King William's Town, mas antes de terminar a formação, ficou sabendo de uma vaga recentemente aberta no Museu de East London. Sem ter recebido qualquer treinamento ou formação para a vaga, ela impressionou os entrevistadores com seu conhecimento sobre ciências naturais da África do Sul e foi contratada, aos 24 anos, em agosto de 1931.
Marjorie fez toda a sua carreira no museu, tendo se aposentado em 1973 para viver numa fazenda em Tsitsikamma, onde hoje fica o Parque Nacional Tsitsikamma, e escreveu um livro sobre flores, depois retornando para East London.

## Morte
Nunca se casou devido à morte do amor de sua vida, por volta dos vinte anos. Marjorie morreu em 17 de maio de 2004 de causa indeterminada, aos 97 anos, em East London.

## A descoberta do celacanto

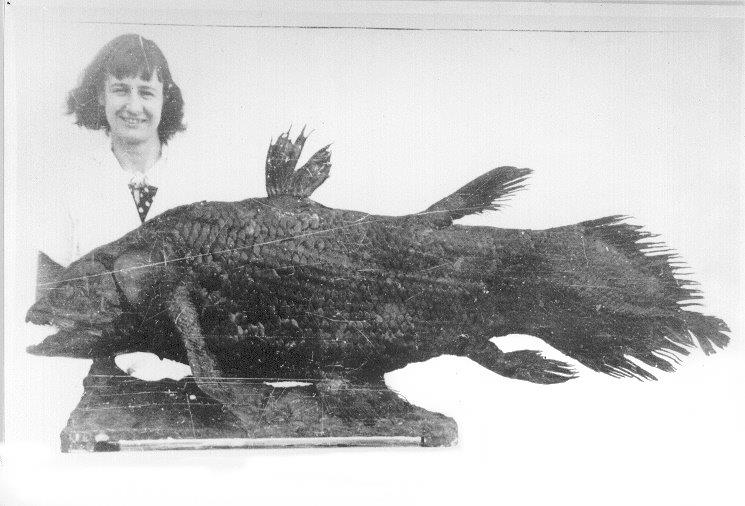
Marjorie Courtenay-Latimer descobriu o celacanto, antes visto apenas em fósseis de milhões de anos. Foi nomeado Latimeria chalumnae em sua homenagem.

Ela ativamente trabalhou na coleta de rochas, penas, conchas e semelhantes, para seu museu, e expressou o desejo de ver espécimes incomuns conhecidos dos pescadores locais. Em 22 de dezembro de 1938, ela recebeu um telefonema, dizendo que um peixe estranho tinha sido achado. Marjorie foi para as docas para inspecionar a captura do capitão Hendrik Goosen, da traineira Nerine.
| “ | Eu afastei as camadas de lodo para revelar o peixe mais bonito que eu já vi", disse ela. "Tinha 1,5 metro de comprimento, era azulado com manchas fracas e esbranquiçadas, tinha um brilho prateado-verde-azul iridescente por todo o corpo. Estava coberto por escamas duras, e tinha quatro barbatanas tipo membros e uma estranha cauda, como de um filhotinho de cachorro. | ” |

Marjorie então levou o peixe, de táxi, para o museu e passou a buscá-lo, sem sucesso, em vários livros. Ansiosa para preservar o peixe e não tendo um laboratório no museu, ela se dirigiu ao necrotério da cidade, que se recusou a ajudá-la. Então, ela contatou James Smith, ictiólogo amador e amigo que lecionava na Universidade Rhodes, em Grahamstown, para que a ajudasse a identificá-lo, mas ele estava viajando. Relutantemente, ela acabou enviando o peixe para um taxidermista para empalhá-lo.
Quando Smith, finalmente, chegou em 16 de fevereiro de 1939, ele instantaneamente reconheceu o celacanto. "Não havia sombra de dúvida", ele disse. "Era como se um dinossauro tivesse ganhando vida novamente na minha frente." Smith o nomeou como Latimeria chalumnae, em homenagem a Marjorie e ao Rio Chalumna, onde ele foi pescado.
Foram necessários mais 14 anos até que outro celacanto fosse encontrado.